# Luverci Ernesto
Luverci Ernesto Waetge, mais conhecido como Luverci Ernesto, (São Paulo, 12 de outubro de 1941 — São Paulo, 23 de setembro de 2007) foi um compositor brasileiro.

## Biografia
Luverci é autor de sambas como "À Luta, Vai-Vai" , "Almas & Corações", "Ave Coração"  e "Meu Sangue é Brasil", "Pedi Ao Céu" e "Tantos Amores"(ambas com Almir Guineto), "Tem Nada Não" (com Almir Guineto e Jorge Aragão), "É, Pois É" (parceria com Almir Guineto e Luiz Carlos), "Papagaio" (com Almir Guineto e Beto Sem Braço), "Olhos" (com Almir Guineto e Carlos Senna) e "Mãe África" (com Murilão).
Foi Investigador de Polícia em São Paulo, tendo trabalhado principalmente no Departamento de Homicídios e Proteção à Pessoa e no Departamento de Investigações Contra o Crime Organizado.
O compositor faleceu em setembro de 2007.